# Pseudanophthalmus puteanus
Pseudanophthalmus puteanus är en skalbaggsart som beskrevs av Krekeler. Pseudanophthalmus puteanus ingår i släktet Pseudanophthalmus och familjen jordlöpare. Inga underarter finns listade i Catalogue of Life.